# Drusus chrysotus
Drusus chrysotus är en nattsländeart som först beskrevs av Jules Pièrre Rambur 1842.  Drusus chrysotus ingår i släktet Drusus och familjen husmasknattsländor. Inga underarter finns listade i Catalogue of Life.